# Katumajärvi
Katumajärvi är en sjö i Finland. Den ligger i kommunen Tavastehus i landskapet Egentliga Tavastland, i den södra delen av landet, 90 km norr om huvudstaden Helsingfors. Katumajärvi ligger 81 meter över havet. Den är 18,89 meter djup. Arean är 3,78 kvadratkilometer och strandlinjen är 17,46 kilometer lång. Sjön  ingår i Kumo älvs huvudavrinningsområde.   I omgivningarna runt Katumajärvi växer i huvudsak blandskog. Den sträcker sig 4,9 kilometer i nord-sydlig riktning, och 3,7 kilometer i öst-västlig riktning.
I övrigt finns följande i Katumajärvi:
- Tuomarinsaari (en ö)
- Eevansaari (en ö)
- Puketti (en ö)
- Saunasaari (en ö)

I övrigt finns följande vid Katumajärvi:
- Hiidenjoki (ett vattendrag)